# Elisa Rigaudová
Elisa Rigaudová (* 17. června 1980, Cuneo) je italská atletka, jejíž specializací je sportovní chůze. Na letních olympijských hrách 2008 v Pekingu získala bronzovou medaili v chůzi na 20 km v osobním rekordu 1.27:12.
V roce 2001 se stala v Amsterdamu mistryní Evropy do 23 let. Na světovém šampionátu v Paříži 2003 se umístila na desátém místě. Reprezentovala na letních olympijských hrách 2004 v Athénách, kde prošla cílem jako šestá v čase 1.29:57. O rok později skončila na MS v atletice v Helsinkách sedmá. V témže roce si došla ve španělském městě Almería pro zlatou medaili na Středomořských hrách. V roce 2006 na evropském šampionátu v Göteborgu získala bronzovou medaili v čase 1.28:37. Na stříbrnou Rusku Olgu Kaniskinovou ztratila dvě sekundy. Na Mistrovství světa v atletice 2009 v Berlíně skončila na 9. místě.

## Osobní rekordy
- 10 km chůze – 42:33 – 19. dubna 2009, Pescara
- 20 km chůze – 1.27:12 – 21. srpna 2008, Peking